# Randki w ciemno (film 2013)
Randki w ciemno (gruz. შემთხვევითი პაემნები / Brma paemnebi) – gruzińsko-ukraiński komediodramat z 2013 roku w reżyserii Lewana Koguaszwilego. Opowieść o samotności, poszukiwaniu miłości i głębokich związków emocjonalnych, rozgrywająca się na tle współczesnej Gruzji. 

## Fabuła
Bohaterem filmu jest samotny 40-letni nauczyciel, który mieszka z ciągle kłócącymi się rodzicami. Łysiejący kawaler, bardziej przeżywa swoje dni niż cieszącym się drobnym szczęściem chwili, Sandro (Andro Sakwarelidze) przekonany jest, że nie ma szczęścia w miłości. Sytuacja zmienia się, gdy wraz z przyjacielem Ivą (Arczil Kikodze) wyruszają pożyczonym od ojca samochodem na weekend na deszczowe wybrzeże. Tam spotyka fryzjerkę Mananę (Ia Suchitaszwili), matkę i żonę. Zakwita miłość, ale jest krótkotrwała. Mąż Manany, Tengo (Waczo Czaczanidze), zostaje zwolniony z więzienia i wkrótce Sandro zostaje uwikłany w schemat, który zmusi go do wyboru między miłością a honorem. Szczęście miesza się bezlitośnie z losem, który drwi z bohatera i jego matrymonialnych zamiarów. Stopniowo odzierany z nadziei na udany związek, bohater posiada coś, czego często brakuje większości współczesnych zdobywców kobiecych serc — godność i sztywny kręgosłup moralny, którego nie jest w stanie przetrącić nawet największa życiowa porażka. W swej ślamazarności, braku perfekcyjnego wyglądu, niezdarności i niezaradności jest etycznym wzorem do naśladowania. Sztuką zaś, którą Sandro opanował do perfekcji, jest swoisty stoicyzm. 
„Randki w ciemno” to podróż po kulturowo odmiennej Gruzji, dzięki subtelnej, niemal dokumentalnej, przyjaznej obserwacji poznajemy mentalność i system wartości żyjących tam ludzi. Dominuje patriarchat, mężczyźni nie stronią od mocniejszych alkoholi, a kobiety wydają się pogodzone z własnym losem. Instytucja małżeństwa wciąż wydaje się świętością, bez względu na zachowanie małżonka. Ludzie starsi, rodzice, choć często zaborczy, nadopiekuńczy i nieprzystający do dzisiejszych czasów, wciąż cieszą się estymą młodszego pokolenia. Film zdobył wiele nagród i wyróżnień na europejskich i międzynarodowych festiwalach filmowych.    

## Obsada
- Andro Sakwarelidze - Sandro
- Arczil Kikodze - Iva
- Ia Suchitaszwili - Manana
- Waczo Czaczanidze - Tengo
- Kachi Kawsadze - ojciec Sandro
- Marina Karciwadze - matka Sandros
- Marika Antadze - Lali
- Sopo Gwritiszwili - Natia
- Dżano Izoria - brat Natii
- Marlem Egutia - ojciec Zazy
- Sopo Szakariszwili - Maka
- Lewan Glonti - Nodari

## Nagrody i wyróżnienia

### Nagrody
- Abu Dhabi Film Festival 2013
  - New Horizons Competition
- Miński Międzynarodowy Festiwal Filmowy 2014
  - Special Jury Award
- Festival del Cinema Europeo 2014
  - Golden Olive Tree
- Międzynarodowy Festiwal Filmowy w Odessie 2014
  - Golden Duke
- Sakhalin International Film Festival 2014
  - Best Director Award
- Międzynarodowy Festiwal Filmowy w Sofii 2014
  - Best Director
  - FIPRESCI Prize
  - Grand Prix
- Międzynarodowy Festiwal Filmowy "Kino Pavasaris" w Wilnie 2014
  - New Europe - New Names Competition
- Wiesbaden goEast 2014
  - Award of the Federal Foreign Office - Honorable Mention
  - Best Director
- Zagreb Film Festival 2014
  - The Golden Pram

### Nominacje
- Abu Dhabi Film Festival 2013
  - Black Pearl Award
- Golden Apricot Yerevan International Film Festival 2013
  - Silver Apricot - Special Prize
- Montréal Festival of New Cinema 2013
  - Louve d'Or
- Tokyo International Film Festival 2013
  - Tokyo Grand Prix
- 64. Międzynarodowy Festiwal Filmowy w Berlinie 2014
  - Nagroda FIPRESCI
- Golden Apricot Yerevan International Film Festival 2014
  - Silver Apricot
- Palm Springs International Film Festival 2014
  - Audience Award
- Sakhalin International Film Festival 2014
  - Grand Prix